# Irhtemite
La irhtemite è un minerale.